# Mordellistenula
Mordellistenula là một chi bọ cánh cứng trong họ Mordellidae.
Chi này được miêu tả khoa học năm 1930 bởi Stshegoleva-Barovakaya.

## Các loài
Chi này gồm các loài:
- Mordellistenula anomala Ermisch, 1957
- Mordellistenula lacinicollis Csetó, 1990
- Mordellistenula longipalpis Ermisch, 1965
- Mordellistenula perrisi (Mulsant, 1857)
- Mordellistenula planifrons (Stshegoleva-Barovskaja, 1930)
- Mordellistenula plutonica Compte, 1970